# Vlag van Apure

Vlag van Apure (ratio 2:3)

De vlag van Apure is een horizontale driekleur in de kleuren geel, blauw en groen met aan de linkerkant een witte driehoek waarin het wapen van deze Venezolaanse staat is afgebeeld. In de blauwe baan staan zeven witte vijfpuntige sterren. De vlag is in gebruik sinds 22 juli 1996.
De kleuren in de vlag hebben elk een eigen symbolische betekenis: geel staat voor de zon, blauw voor de Apurerivier die de staat Apure haar naam heeft gegeven en groen voor de bossen. De witte driehoek symboliseert integriteit. De zeven sterren staan voor de zeven gemeenten van Apure: Achaguas, Biruaca, Muñoz, Páez, Pedro Camejo, Rómulo Gallegos en de hoofdstad San Fernando.